# Râul Geamăna, Olt
Râul Geamăna este un curs de apă, afluent al Olt. 